# Municipi de Ventspils
El municipi de Ventspils (en letó: Ventspilss novads) és un dels 36 municipis de Letònia, que es troba localitzat al nord-oest del país bàltic, i que té com a capital la localitat de Ventspils. El municipi va ser creat després d'una reorganització territorial del 2020.

## Ciutats i zones rurals
- Ances pagasts (zona rural)
- Jūrkalnes pagasts (zona rural)
- Piltenes (ciutat i zona rural)
- Popes pagasts (zona rural)
- Puzes pagasts (zona rural)
- Tārgales pagasts (zona rural)
- Ugāles pagasts (zona rural)
- Usmas pagasts (zona rural)
- Užavas pagasts (zona rural)
- Vārves pagasts (zona rural)
- Ziru pagasts (zona rural)
- Zlēku pagasts (zona rural)

## Població i territori
La seva població està composta per un total de 13.786 persones (2009). La superfície del municipi té uns 2.462,3 kilòmetres quadrats, i la densitat poblacional és de 5,60 habitants per kilòmetre quadrat.
A la zona rural de Popes es troba el Palau de Popes.